# Riku Yamane
Riku Yamane (山根 陸, , Yamane Riku), né le 17 août 2003 à Kanagawa au Japon, est un footballeur japonais qui évolue au poste de milieu central au Yokohama F. Marinos.

## Biographie

### En club
Né à Kanagawa au Japon, Riku Yamane est formé par le Yokohama F. Marinos. Le 17 octobre 2021 est annoncé la promotion de Yamane en équipe première pour la saison à venir.
C'est avec ce club qu'il commence sa carrière professionnelle, le 2 mars 2022, lors d'une rencontre de J. League contre le Vissel Kobe. Il est titularisé et son équipe s'impose par deux buts à zéro,.
Le 25 avril 2022, Yamane participe à son premier match de Ligue des champions de l'AFC, face au Sydney FC. Il est titularisé et son équipe l'emporte par trois buts à zéro.
Lors de cette saison 2022, Yamane est sacré champion du Japon,.
Yamane participe au parcours de son équipe en Ligue des champions de l'AFC 2023-2024, le Yokohama F. Marinos se hissant jusqu'en finale face à Al-Aïn. Il prend part aux deux matchs, son équipe s'imposant à l'aller le 11 mai 2024 (2-1) mais s'inclinant lourdement au retour le 25 mai (5-1) et étant donc vaincu sur la double confrontation.
Il inscrit son premier but en professionnel le 25 septembre 2024, à l'occasion d'une rencontre de coupe de l'Empereur face au Renofa Yamaguchi FC. Titularisé, il ouvre le score et participe à la victoire de son équipe par cinq buts à zéro.

### En sélection
Riku Yamane représente l'équipe du Japon des moins de 20 ans. Il joue son premier match avec cette sélection le 31 mai 2022 contre l'Algérie. Il est titularisé et son équipe s'impose par un but à zéro.
Yamane est retenu avec les moins de 20 ans pour participer à la coupe du monde des moins de 20 ans en 2023.

## Palmarès
Yokohama F. Marinos
- Championnat du Japon (1) :
  - Champion : 2022.
- Ligue des champions Élite de l'AFC :
  - Finaliste : 2023-2024.